# لانارکشر شمالی
لانارکشر شمالی (به انگلیسی: North Lanarkshire) یک شهرستان در بریتانیا است که در اسکاتلند واقع شده‌است.
این شهرستان ۴۷۰ کیلومتر مربع مساحت و ۳۳۸٬۰۰۰ نفر جمعیت دارد.

## خواهرخوانده
شهرهای کمپی بیسنتزیو و شواینفورت خواهرخوانده‌های لانارکشر شمالی هستند.